# Suite pour violon, clarinette et piano de Milhaud
La Suite pour violon, clarinette et piano, op. 157b, est une œuvre de musique de chambre pour trio de Darius Milhaud composée en 1936.

## Présentation
Composée à Paris en novembre 1936, la Suite pour violon, clarinette et piano trouve son origine dans la musique de scène (op. 157a) écrite par Milhaud, à la demande de Georges Pitoëff, pour Le Voyageur sans bagage de Jean Anouilh,.
Dédiée à M.D.M., l'œuvre est créée à Paris aux Concerts de La Sérénade le 19 janvier 1937, avec Yvonne Astruc au violon, André Vacellier à la clarinette et Jacques Février au piano,,.

## Structure et analyse
La Suite, d'une durée moyenne d'exécution de onze minutes environ, est constituée de quatre mouvements :
1. Ouverture, à 
, « Vif et gai », ouverture « éclatante de vie[6] » ;
2. Divertissement, à 
, « Animé », qui fait d'abord dialoguer violon et clarinette, le piano n'entrant que plus tardivement[6] (« Moins animé ») ;
3. Jeu, à 
, « Vif », que violon et clarinette « mènent et miment avec entrain[6] », rappelant « un peu le Stravinsky de L'Histoire du soldat avec ses nombreuses doubles cordes au violon et son caractère populaire et âpre[7] », tandis que le piano se tait[7] ;
4. Introduction et Final, à 
, « Modéré », puis 
, « Vif », final constitué d'une « Introduction grave enchaînant sur une Ronde joyeuse qui conclut[6] » en présentant « deux éléments principaux : un thème dans le style d'une chanson française au caractère de rengaine bientôt suivi d'une musique jetant un clin d'œil vers le blues[7] ».

Pour Colin Mason et Edwin Evans, l'œuvre « constitue une compagne attrayante pour la nomenclature spécifique des Contrastes de Bartók et de la suite tirée de L'Histoire du soldat de Stravinsky ».
La partition est publiée par Salabert,. Dans le catalogue des œuvres de Darius Milhaud, la Suite pour violon, clarinette et piano porte le numéro d'opus 157b,.

## Discographie sélective
- Darius Milhaud : musique de chambre – Tedi Papavrami (violon), Paul Meyer (clarinette) et Éric Le Sage (piano) – RCA Red Seal 74321 801032, 2000.
- Milhaud : Suite for clarinet, violin and piano, Scaramouche, Violin Sonata No. 2, Frédéric Pélassy (violon), Jean-Marc Fessard (clarinette) et Eliane Reyes (piano), Naxos 8.572278 , 2010.